# Halumalledevara Kaval, Chiknayakanhalli
Halumalledevara Kaval là một làng thuộc tehsil Chiknayakanhalli, huyện Tumkur, bang Karnataka, Ấn Độ.